# Euxoa carbonea
Euxoa carbonea là một loài bướm đêm trong họ Noctuidae.